# Un passo di troppo
Un passo di troppo (titolo originale The Hard Way) è un romanzo del 2006 di Lee Child, il decimo ad avere come protagonista Jack Reacher, ex poliziotto militare girovago duro e giusto.
Il libro è stato tradotto in olandese, spagnolo, polacco, finlandese e numerose altre lingue.

## Trama
Seduto in un bar di Manhattan Jack Reacher assiste alla consegna di un riscatto. Kate e Jade, la stupenda moglie e la figliastra del capo di un'organizzazione di mercenari, sono state rapite. Edward Lane è ricchissimo, ma basteranno i soldi per rivedere la moglie? I suoi mercenari sono soldati abilissimi, ma solamente la grande intuitività di Jack Reacher potrebbe condurre un'indagine riservata senza che polizia o FBI vengano ad intromettersi.
D'altronde Lane ha molte cose da nascondere, macchiatosi di orrendi crimini non solo sui campi di battaglia.
Con l'aiuto dell'affascinante (anche se non giovanissima) ex agente FBI Lauren Pauling, dimessasi dopo la tragica morte della prima moglie di Lane, Jack arriverà fino in Inghilterra per sbrogliare (a modo suo) una complessa vicenda.  

## Edizioni in italiano
- Lee Child, Un passo di troppo: romanzo, traduzione di Adria Tissoni, Milano: Longanesi, 2014
- Lee Child, Un passo di troppo: romanzo, traduzione di Adria Tissoni, Milano: TEA, 2015
- Lee Child, Un passo di troppo: romanzo, traduzione di Adria Tissoni, Milano: SuperPocket, 2016